# Ramil Šejdajev
Ramil Šejdajev (rusky Рамиль Теймурович Шейдаев, ázerbájdžánsky Ramil Teymur oğlu Şeydayev; * 15. března 1996 Petrohrad) je ázerbájdžánský profesionální fotbalista, který hraje na pozici útočníka za ázerbájdžánský klub FK Karabach. V mládežnických kategoriích reprezentoval Rusko, na seniorské úrovni obléká reprezentační dres Ázerbájdžánu.

## Rodina
Ramil Šejdajev se narodil v ruském městě Petrohrad. Otec pochází z ázerbájdžánského města Kürdəmir, matka je Ruska.

## Klubová kariéra
Šejdajev je odchovancem Zenitu Petrohrad, kde podepsal svůj první profesionální kontrakt. Od srpna do prosince 2015 hostoval v jiném ruském klubu FK Rubin Kazaň. V červenci 2016 přestoupil do tureckého prvoligového mužstva Trabzonspor, odkud v únoru 2017 odešel hostovat do slovenského týmu MŠK Žilina. Se Žilinou vyhrál v sezóně 2016/17 ligový titul. V Žilině se koncem srpna 2017 dohodl na ukončení smlouvy. Vzápětí odešel z Trabzonsporu na další hostování, tentokrát do ázerbájdžánského klubu FK Karabach Agdam, účastníka základní skupiny Ligy mistrů UEFA 2017/18.

## Reprezentační kariéra

### Rusko
Ramil Šejdajev má za sebou starty za mládežnické výběry Ruska od kategorie U16.

### Ázerbájdžán
V A-mužstvu Ázerbájdžánu debutoval 4. 9. 2016 v kvalifikačním utkání v Serravalle proti reprezentaci San Marina (výhra 1:0).